# Thanh Long võ đạo
Thanh Long Võ Đạo là một môn phái võ thuật Việt Nam, thuộc dòng Võ Tây Sơn - Bình Định. Môn phái này do võ sư Lê Kim Hòa người Phú Yên sáng lập vào năm 1970. Hiện ông vẫn là Chưởng môn phái.

## Lịch sử
Võ sư Lê Kim Hòa sinh năm 1951 tại Phú Yên, vùng đất có nhiều vị anh hùng dân tộc của Việt Nam. Khi ông 15 tuổi, gia đình đã mời thầy Võ Kim Khanh về truyền dạy các môn quyền pháp và binh khí thuộc dòng Võ Tây Sơn - Bình Định cho ông. Được sự truyền thụ của người thầy, cùng với sự trải nghiệm trong quá trình tập luyện, ông mong muốn tiếp tục phát triển võ thuật trên nền tảng đó. Ngày 1 tháng 1 năm 1970, được sự cho phép của thầy, võ sư Lê Kim Hòa đã thành lập môn phái Thanh Long Võ Đạo thuộc dòng Võ Tây Sơn – Bình Định. Hiện nay, Thanh Long Võ Đạo đã được biết đến rộng rãi trong giới Võ thuật cổ truyền Việt Nam.